# Сагайдачне дерево
Сагайдачне дерево чи кокербом (афр. kokerboom, від koker — «сагайдак», і boom — «дерево», Aloe dichotoma) — рослина роду алое, один з нечисленних деревних видів цього роду, що об'єднує переважно трав'янисті рослини. Сагайдачне дерево — один з надзвичайно рідкісних серед однодольних рослин видів справжніх дерев, тобто рослин, що набули здатності рости в товщину. В алое ця властивість є вторинно надбаною.

## Систематика
У 2013 році систематики виділили з роду алое 7 видів деревоподібних рослин до нового роду Aloidendron (A.Berger) Klopper & Gideon F.Sm., серед них і Aloe dichotoma, що стало розглядатися як синонім Aloidendron dichotomum (Masson) Klopper & Gideon F.Sm.

## Поширення

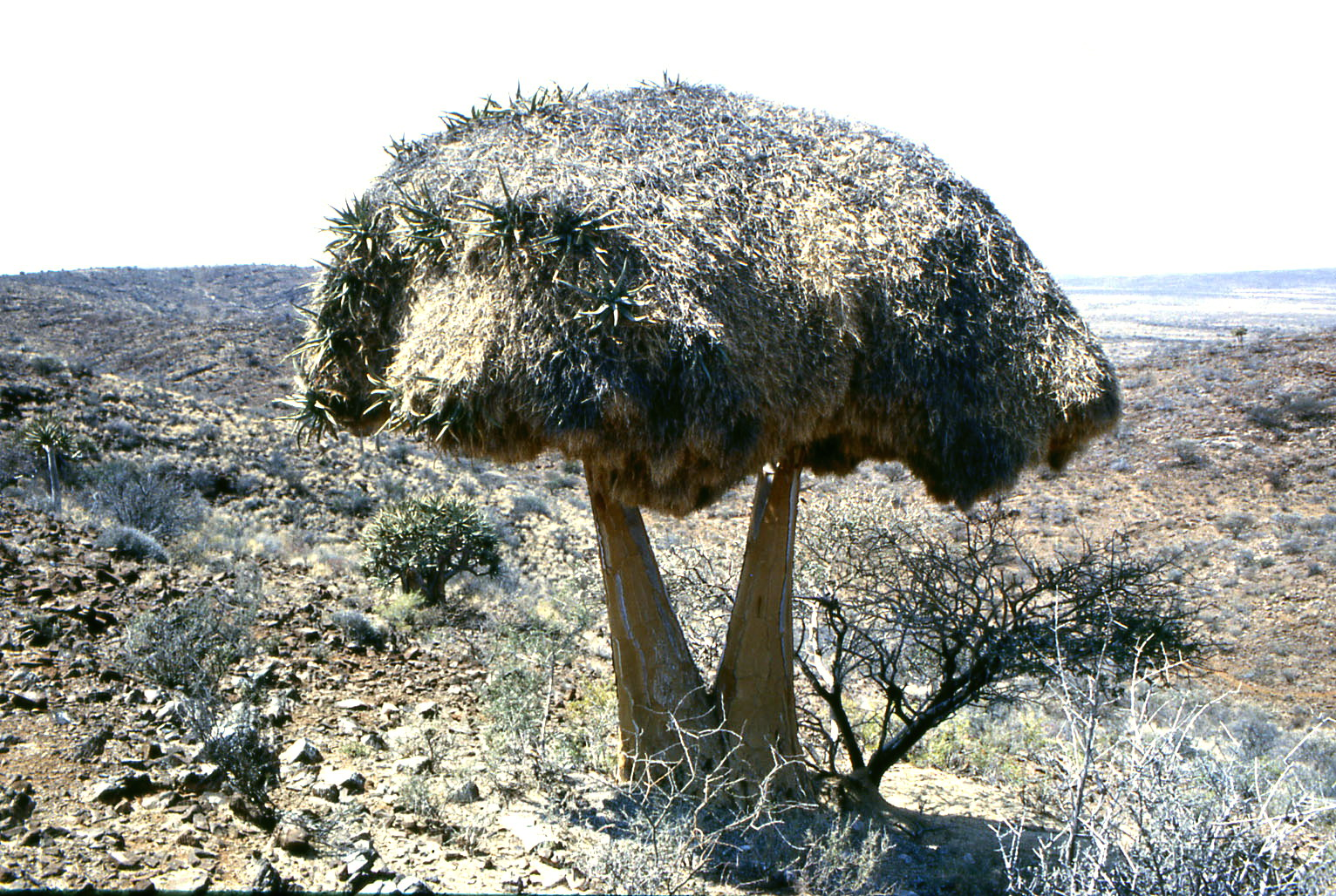
Сагайдачне дерево з величезним гніздом колоніальних ткачиків

Сагайдачне дерево зустрічається переважно у спекотних і сухих напівпустельних регіонах Намібії та північного заходу ПАР, переважно на кам'янистих пустощах, які добре прогріваються сонцем і дають опору корінню. Приблизно за 20 км на північний схід від намібійського містечка Кетмансхуп, на території ранчо Гаріганус, існує так званий Кокербомовий ліс — нехарактерне для цих рослин скупчення на невеликій площі близько 300 сагайдачних дерев. Кокербомовий ліс, проголошений у 1955 році національною пам'яткою природи, відвідують численні туристи.
У межах ареалі цієї рослини, на плоских сухих просторах південної Африки, сагайдачні дерева — єдині скільки-небудь високі рослини, і тому стають осередком активності різноманітних тварин, особливо птахів, котрим для гніздування потрібне підвищене місце, до якого важко дістатися хижакам. У період цвітіння дерева відвідує велике різноманіття птахів-медоїдів і комах, щоб поласувати квітками і нектаром. Квіти сагайдачного дерева також люблять бабуїни, які здатні об'їсти з дерева геть-усі квіти протягом годин. Пустельні дамани, які живуть серед дерев Кокербомового лісу, призвичаїлися до туристів і навіть не ховаються від них серед каміння, становлячи таку ж невід'ємну рису цього заповідника, як і самі дерева.

## Морфологія

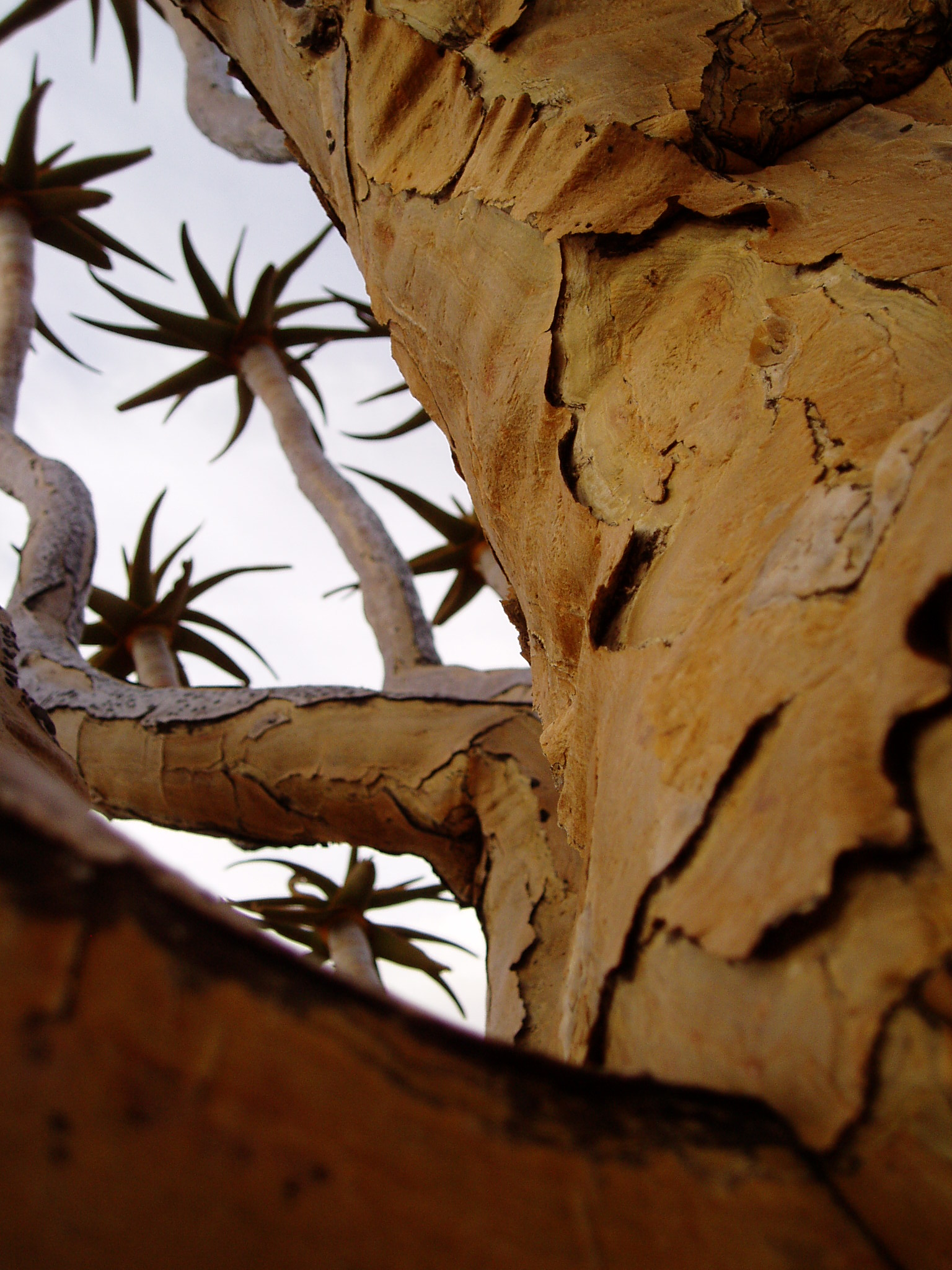
Кора сагайдачного дерева

Типове сагайдачне дерево має прямі вертикальні гілки, кору яких покриває плівка схожої на віск речовини, що охороняє їх від висихання, і білявою пудрою, яка відбиває сонячне проміння. По такій корі змії неспроможні піднятися нагору, і через це сагайдачне дерево дуже полюбляють птахи, особливо общинні ткачики, що будують серед його гілок величезні колоніальні гнізда, в яких одночасно виводять пташенят до тисячі пар птахів. Властивість гілок завжди розгалужуватись надвоє відображена в латинській назві рослини (лат. dichotoma — «роздвоєна»). Завдяки цій особливості дерево має щільну округлу крону і зовнішнім видом нагадує велетенський канделябр на сотні свічок. Синювато-зелене листя з невеликими колючками по краях росте розетками на верхівках гілок, підсилюючи схожість дерева на канделябр. Сагайдачне дерево може сягати 9 м заввишки і має стовбур до 1 м завтовшки. Кора головного стовбура, розтріскуючись, утворює золотисто-коричневі луски з ріжучими краями. На відміну від твердої і витривалої кори, деревина сагайдачного дерева м'яка і губчата.

## Фізіологія
Сагайдачне дерево — сукулент, і може накопичувати велику кількість води в губчатій серцевині стовбура і листі і переживати тривалі періоди посухи. Незважаючи на своє походження з жарких пустельних регіонів, сагайдачне дерево здатне витримувати значні короткочасні заморозки. Мертве, повністю висушене дерево надзвичайно легке, його без значних зусиль може нести одна людина. Дерева звичайно ростуть поодинці, але в деяких місцевостях можуть скупчуватися у групи.

## Онтогенез

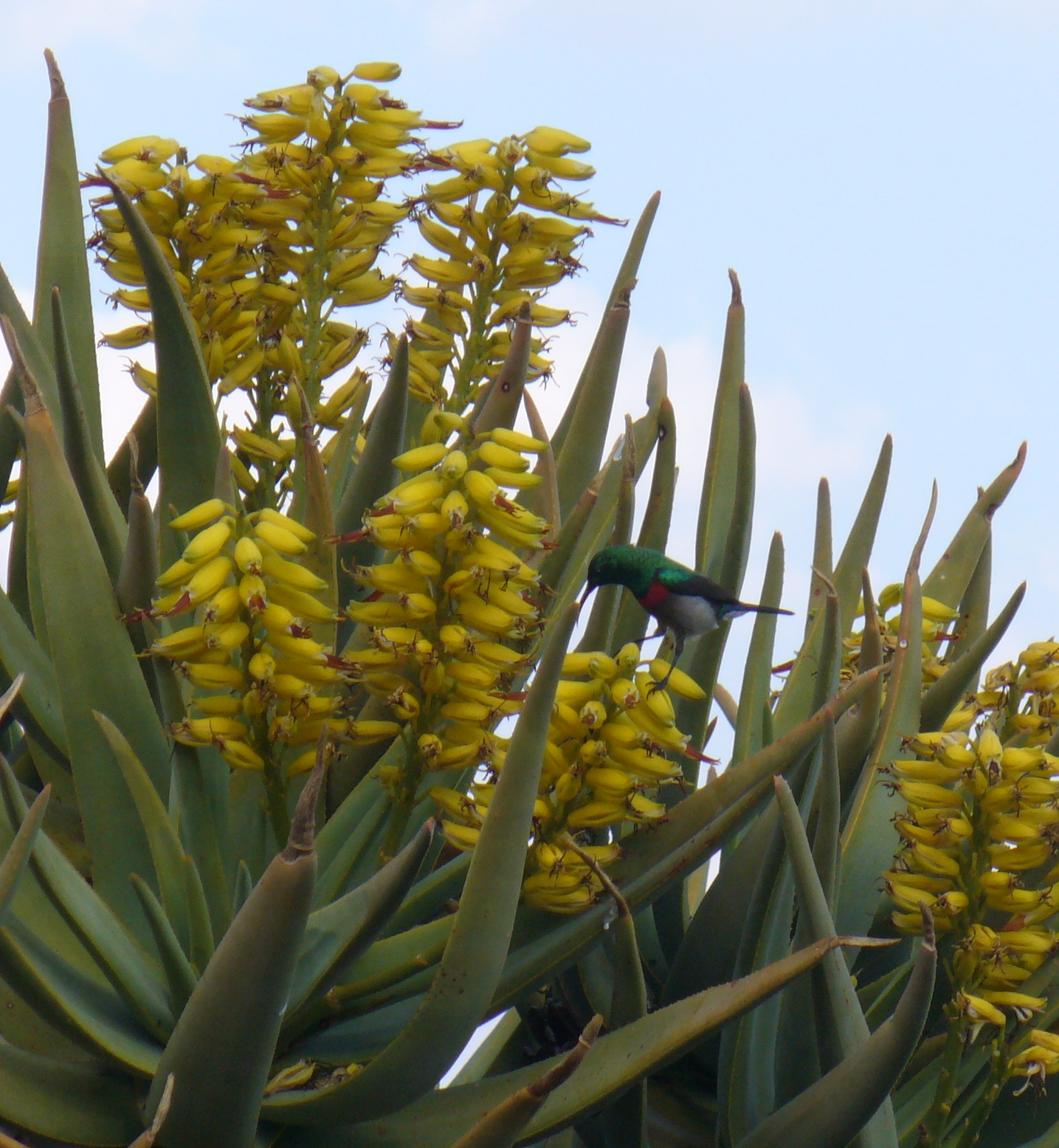
Квіти сагайдачного дерева

В перші роки свого життя сагайдачне дерево виглядає як звичайне алое і сягає лише декількох сантиметрів. Тільки на двадцятому-двадцять другому році життя рослина починає рости вгору і відрощувати та розгалужувати гілки. Лише ще через 20-30 років рослина вперше починає цвісти яскравими світло-жовтими квітками, зібраними в великі — до 30 см завдовжки — розгалужені суцвіття. Цвітіння відбувається в червні-липні, під час зими в південній півкулі.

## Походження назви і перший опис
Назва «сагайдачне дерево» походить від звичаю місцевих тубільців — бушменів — виготовляти з гілок дерева сагайдаки для стріл. Видовбуючи м'яку серцевину, вони отримують трубку з твердої кори, один кінець якої закривають шкіряним клаптем. Стовбури висохлих дерев також іноді видовбують зсередини і використовують для зберігання та охолодження води, м'яса та овочів. Волокниста деревина, пронизана безліччю тонких капілярів, слугує свого роду природним радіатором, охолоджуючи повітря, яке проходить крізь капіляри, і відводячи тепло від внутрішньої порожнечі.
Перше повідомлення про сагайдачне дерево надійшло в 1685 році від Симона ван дер Стеля, тогочасного губернатора голландської Капської колонії, який здійснив подорож на північ від Капстаду (Кейптауну) в район Мідних гір і описав рослину в своєму щоденнику.

## Галерея

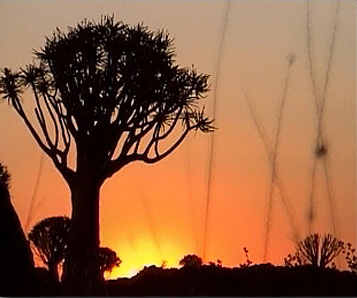
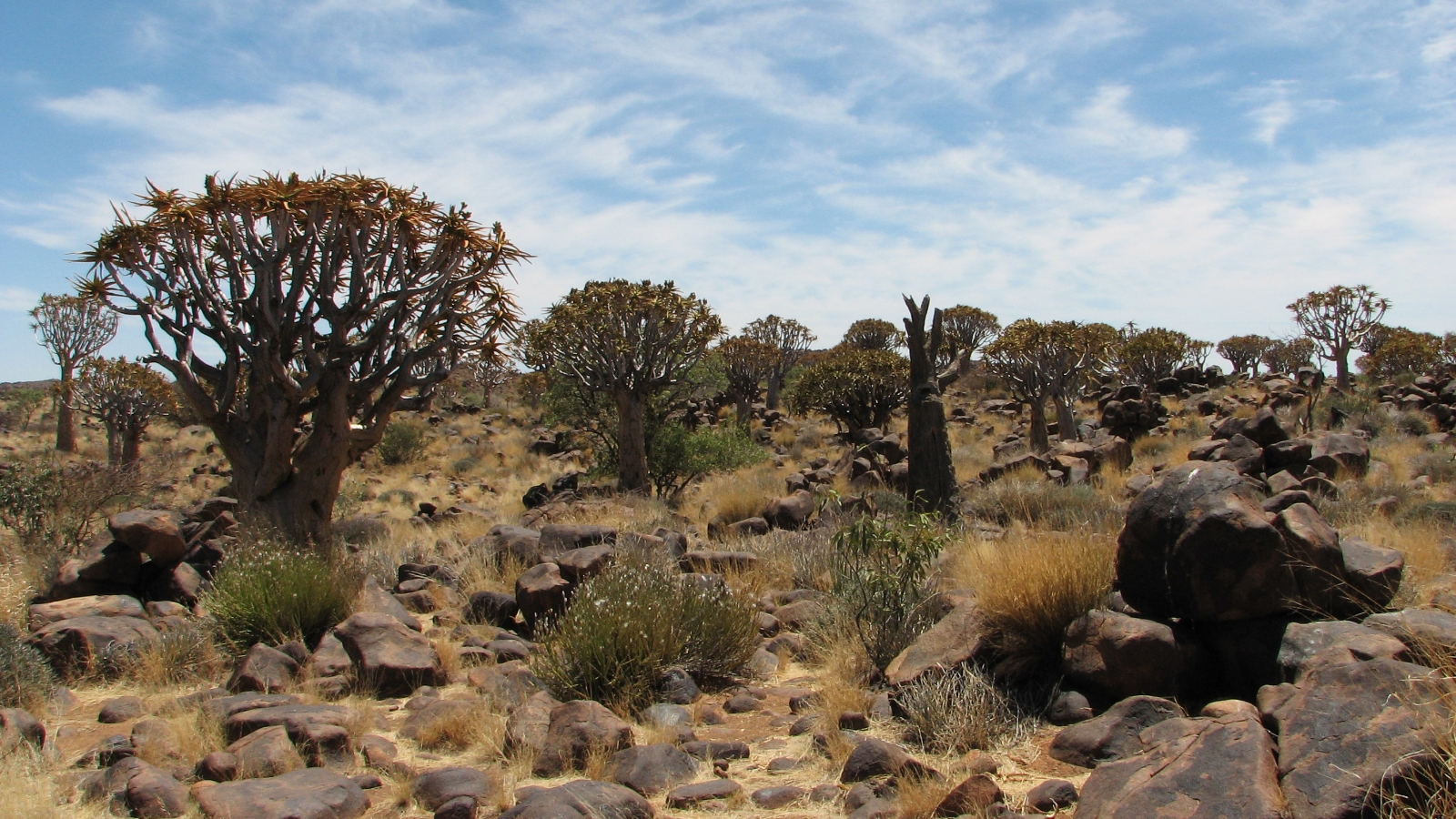
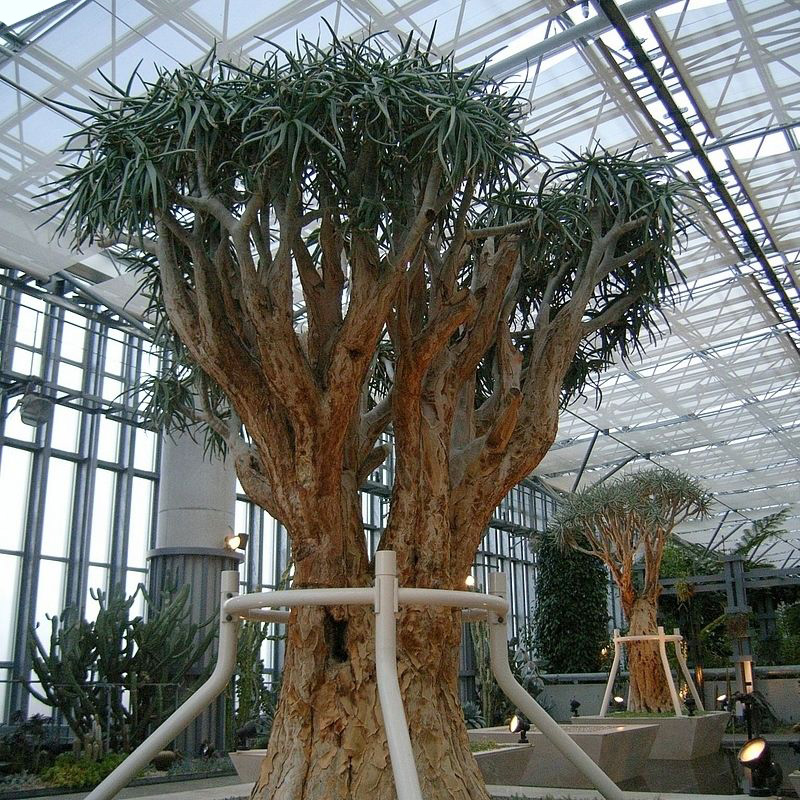
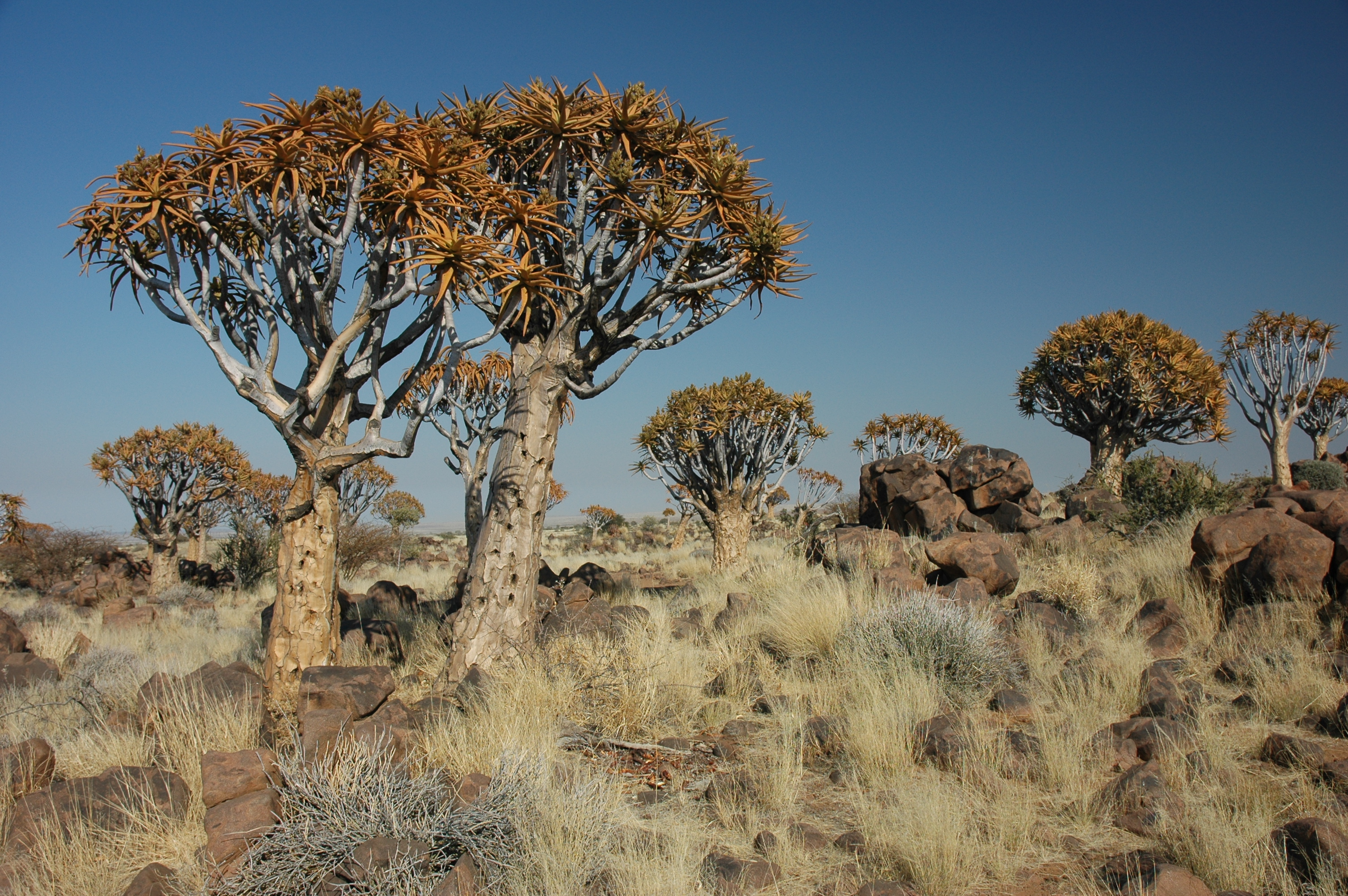
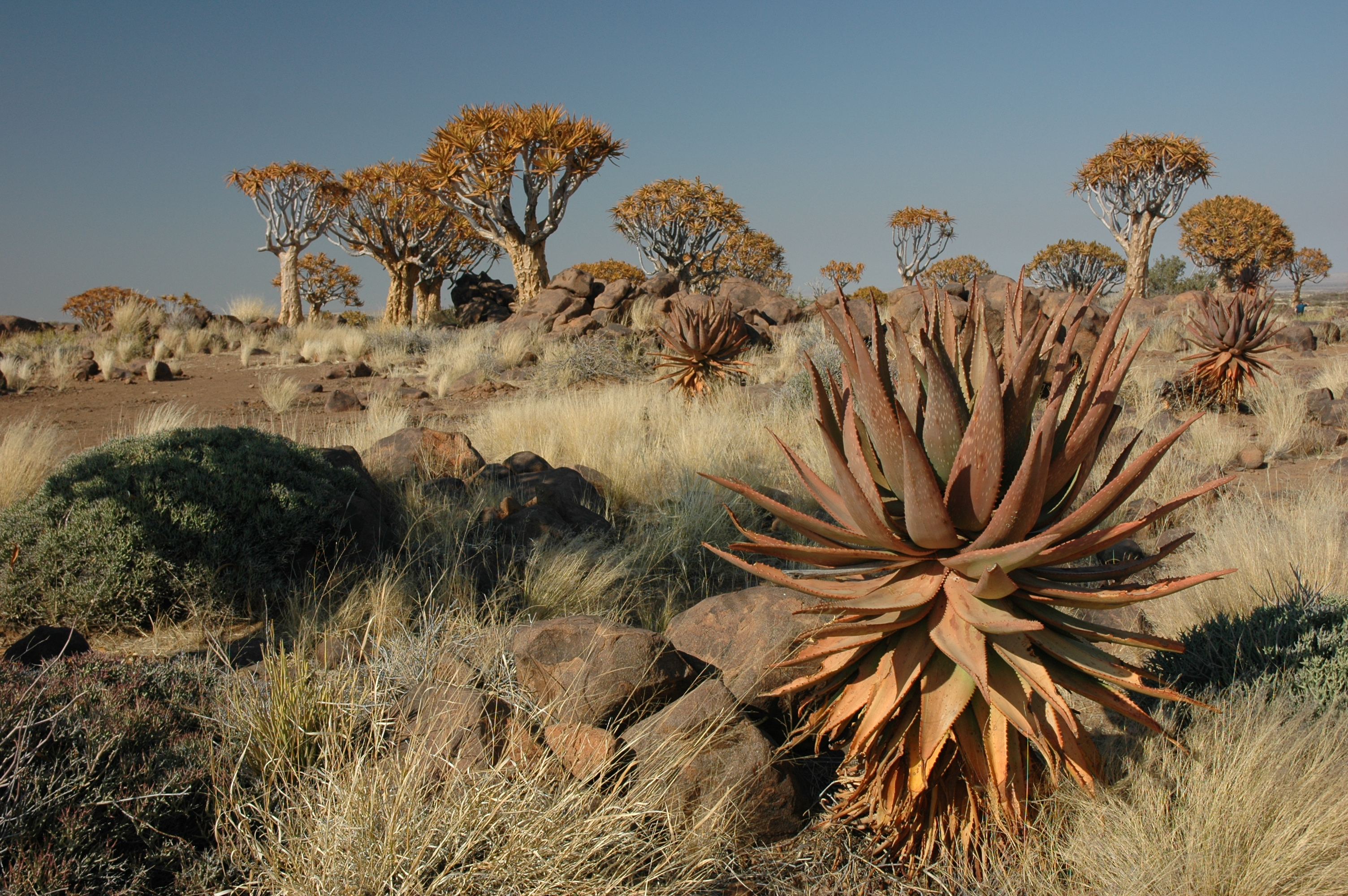
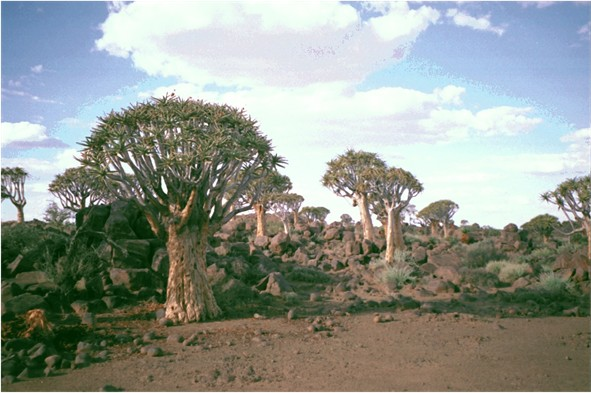
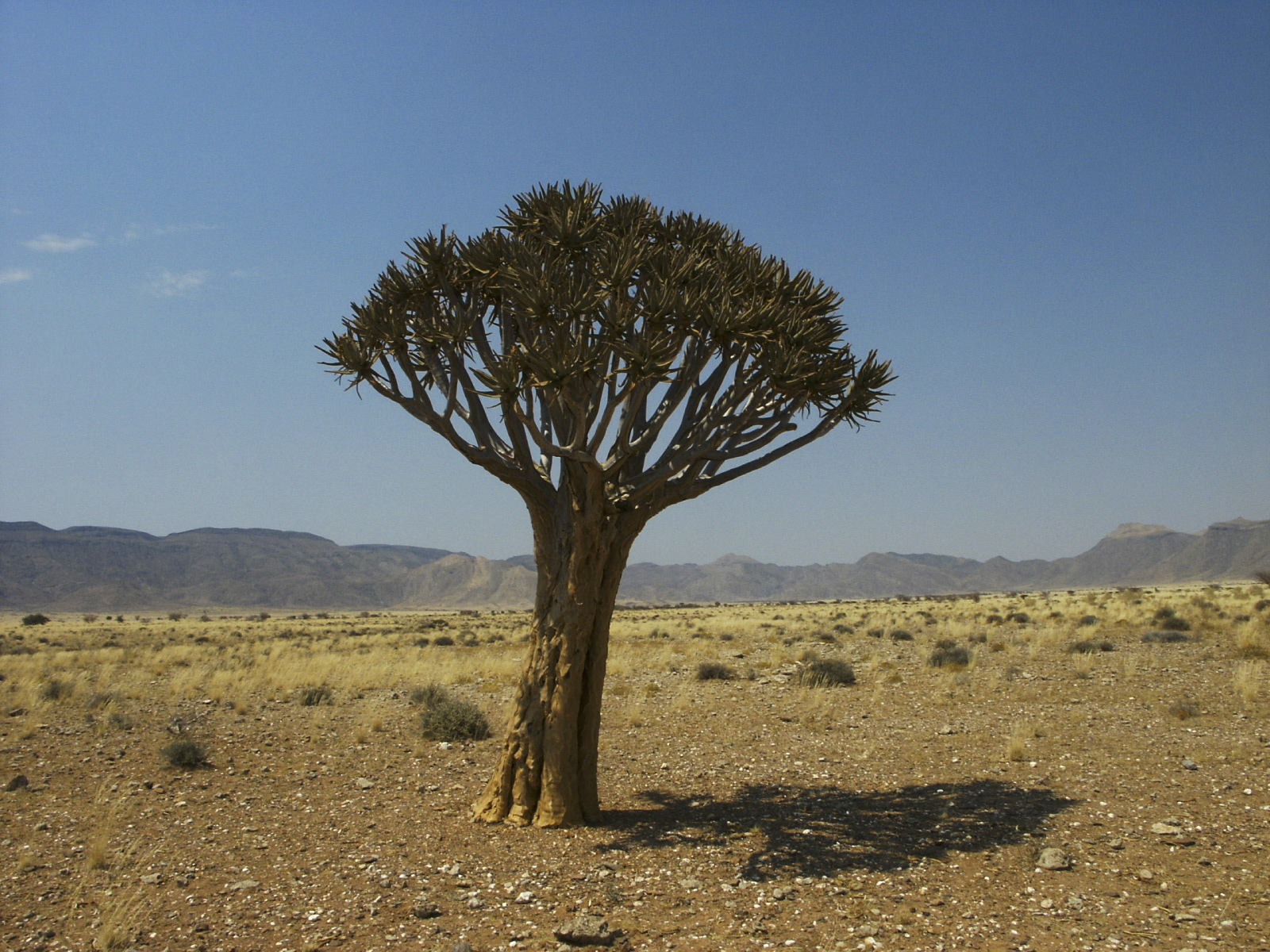
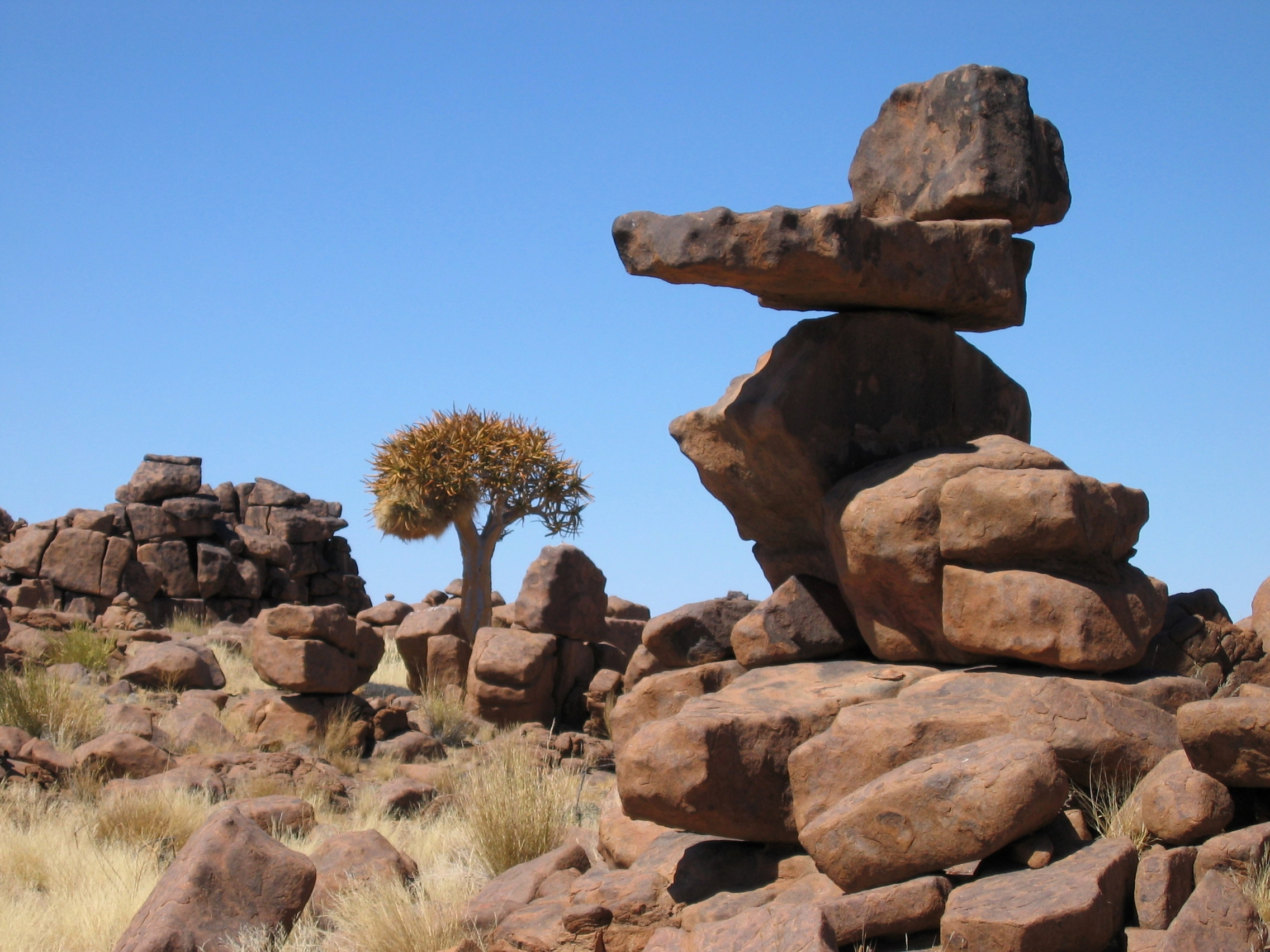